# Insalata di tonno
L'insalata di tonno è un alimento ottenuto mescolando del tonno in scatola, della maionese o un altro amalgamante e altri ingredienti a piacere (sottaceti, sedano, cipolle, o altre verdure). L'insalata di tonno viene spesso usata per insaporire altre preparazioni, tra cui panini, tartine e uova bollite.

## Diffusione

### Belgio
In Belgio l'insalata di tonno viene spalmata sulle pesche tagliate in due che possono essere, a seconda dei casi, fresche o sciroppate. Grazie alla loro facilità di preparazione, le pêches au thon o perziken met tonijn ("pesche al tonno") vengono spesso servite durante i rinfreschi.

### Colombia
Nella Colombia e in altre parti dell'America latina questa insalata si usa per preparare gli avocado ripieni di tonno (aguacates relleno de atún).

### Stati Uniti d'America
Negli USA il tonno in scatola viene mescolato con la maionese, il sedano e le cipolle anche per preparare insalate di pasta e sandwich.
L'esistenza del piatto è documentata almeno a partire dal 1907 negli Stati Uniti d'America. Nel 1914 vennero pubblicate svariate ricette dell'insalata di tonno. Negli anni sessanta, grazie al suo alto contenuto nutrizionale, l'insalata con il tonno assunse lo status di alimento dietetico. Oggi l'insalata di tonno è diffusa nei salad bar del Paese.

## Galleria d'immagini

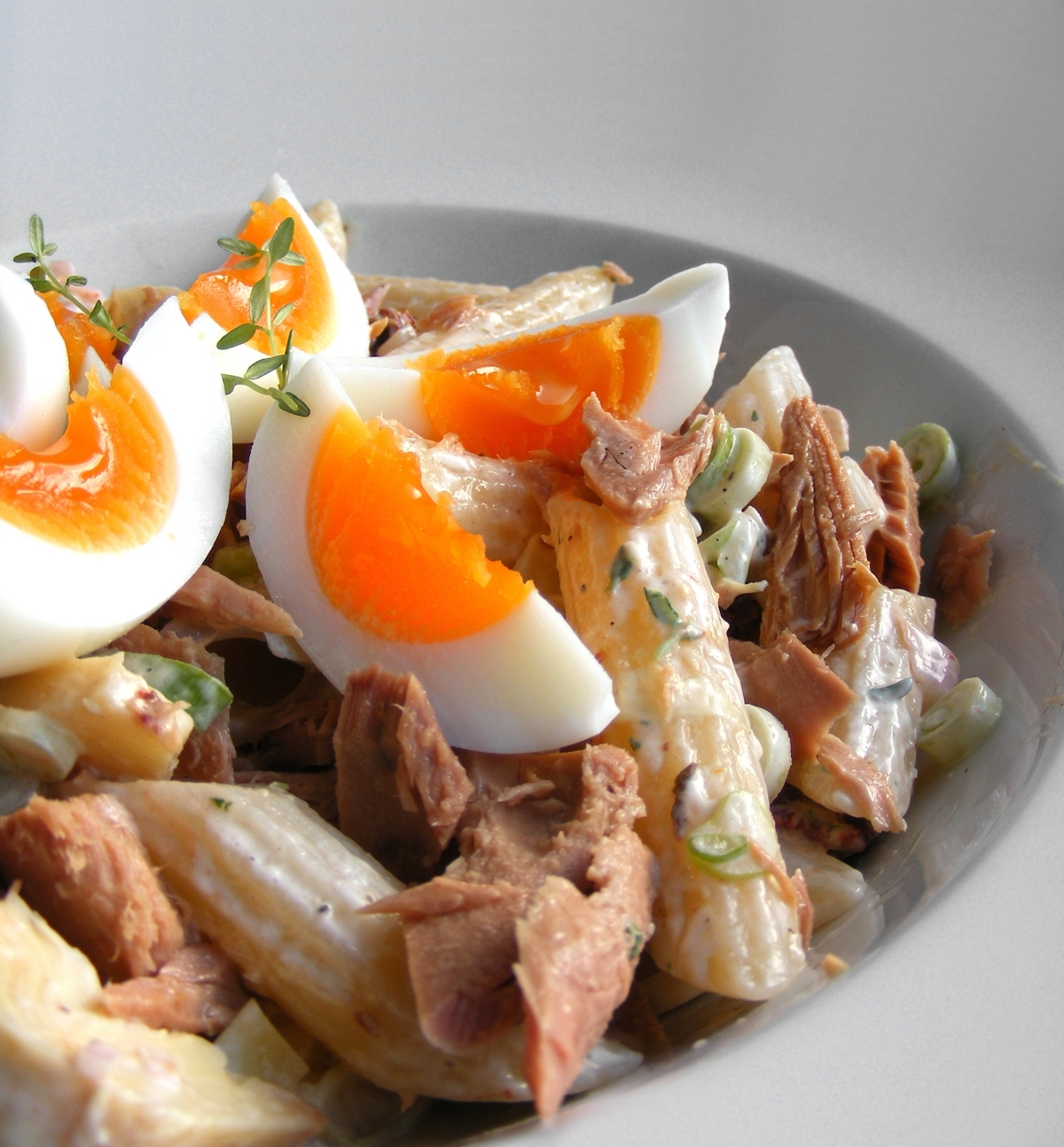
Insalata di pasta con tonno, maionese e uova
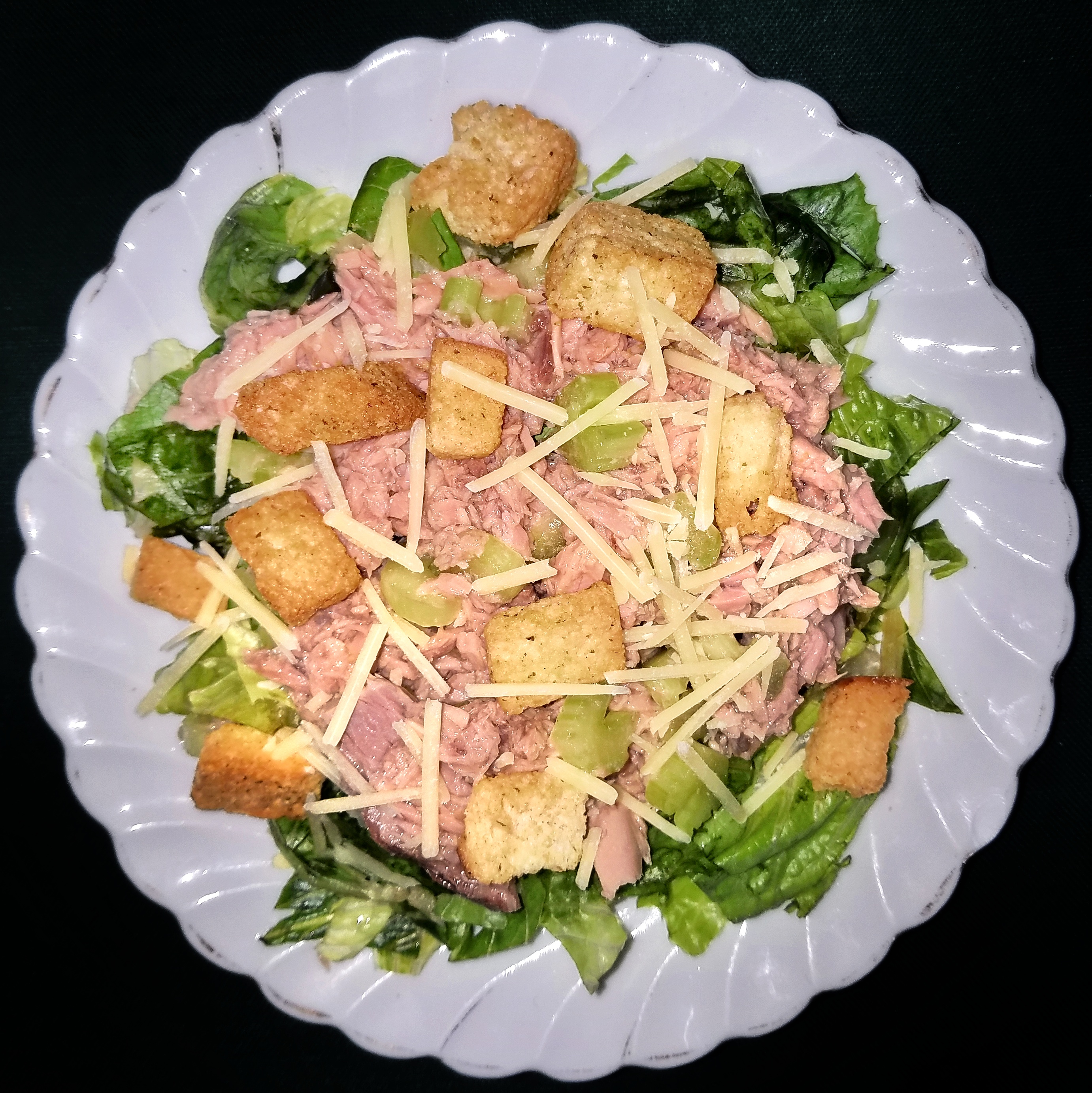
Insalata di tonno con sedano, cheddar e crostini
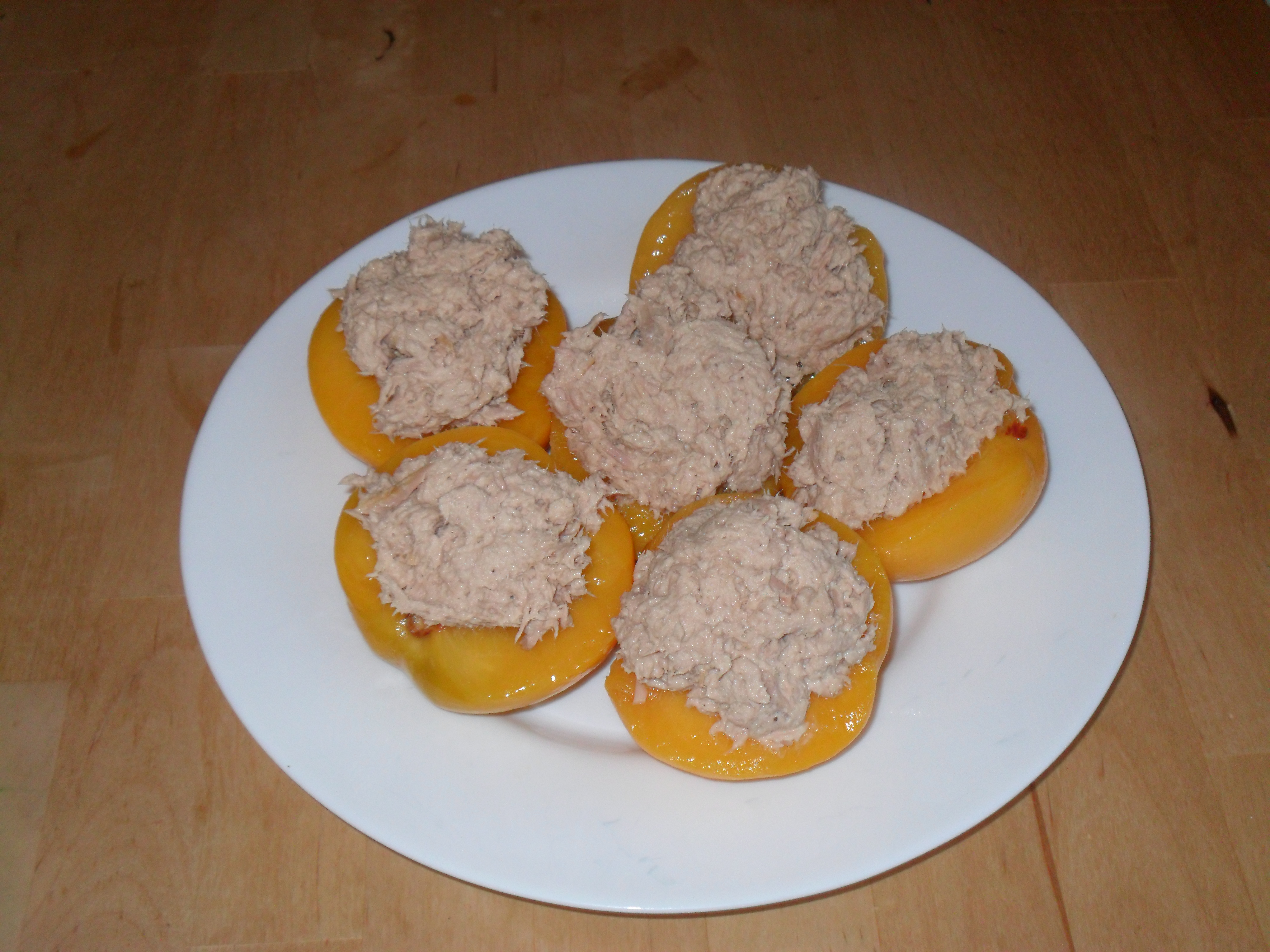
Pêches au thon